# Пер'єрит
Пер'єрит (англ. perrierite) — мінерал, різновид чевкініту — складний силікат рідкісних земель.

## Історія та етимологія
За ім'ям італійського мінералога Карло Пер'є, Carlo Perrier (1886—1948).

## Загальний опис
Хімічна формула:
- 1. За Є. К. Лазаренком: Fe2Ce4Ti3 [O8|(Si2O7)2].
- 2. За Г.Штрюбелем та З. Х. Ціммером: (Ce, La, Ca, Na)4Fe2+(TiFe3+)2Ti2[O4|(Si2O7)2].
- 3. За К.Фреєм та «Fleischer's Glossary» (2004): (Ca, Се, Th)4(Mg, Fe)2(Ti, Fe3+)3•Si4O22.

Сингонія моноклінна. Густина 4,30-4,45. Тв. 5,5-6,0. Зустрічається у продуктах руйнування вулканічних туфів і розсипах. Знахідки: Неттуно поблизу Риму (Італія), Кобе (Японія)).